# 舞台劇 (電視劇)
《舞台劇》（英語：Staged）是一部英國電視情景喜剧劇集，在英國2019冠状病毒病疫情期間主要使用視訊會議技術拍攝，大衛·田納特和麥可·辛在劇中飾演虛構版本的自己。其他主演如賽門·伊凡斯、乔治娅·莫菲特、安娜·倫德伯格和露西·伊頓。第一季2020年6月10日在BBC One首播，第二季於2021年1月4日首播。漫畫救濟新年特別節目已於2021年12月31日上傳至BritBox YouTube。第三季2022年11月24日在BritBox首播。

## 外部連結
- 互联网电影数据库（IMDb）上《舞台劇》的资料（英文）
- epguides.com上《舞台劇》的資料